# Hoya wayetii
Hoya wayetii är en oleanderväxtart som beskrevs av D. Kloppenburg. Hoya wayetii ingår i släktet Hoya och familjen oleanderväxter. Inga underarter finns listade i Catalogue of Life.